# Kent Francis James
Kent Francis James (San Andrés, siglo XX) es un político, abogado y diplomático colombiano, que se desempeñó como primer Gobernador del Departamento de San Andrés y Providencia.

## Reseña biográfica
Nacido en la entonces Intendencia de San Andrés y Providencia. Estudió Derecho en la Universidad Externado de Colombia, graduándose de abogado.
Ingresó a la política en 1984, como cofundador del Movimiento Amplio de Reivindicación, grupo conformado por profesionales isleños del Partido Liberal, que estaban en contra de la inmigración excesiva a las islas.
Se ha desempeñado en múltiples cargos públicos, entre ellos el de Consejero del Intendente de San Andrés y el de Representante a la Cámara entre 1986 y 1990. Igualmente, inició una carrera diplomática como delegado de Colombia a la Conferencia Interparlamentaria Mundial en Bangkok (Tailandia) y el de embajador extraordinario de Colombia ante las XLII sesiones plenarias de la Organización de las Naciones Unidas en 1987; en estas reuniones expresó al rechazo de Colombia al apartheid en Sudáfrica. En 1990 fue nombrado Intendente de San Andrés y Providencia. En 1991 fue nombrado como primer gobernador del departamento de San Andrés y Providencia por parte del presidente César Gaviria; ejerció el puesto hasta 1992, cuando se posesionó el antioqueño Simón González Restrepo, primer gobernador elegido por voto popular.
En las elecciones legislativas de Colombia de 2014 fue candidato al Senado por el Partido Liberal, sin éxito. Fue embajador en Belice durante el Gobierno de Ernesto Samper y embajador de Colombia en Jamaica entre 2003 y 2007, encargándose también de la representación diplomática en Belice, Trinidad y Tobago, Barbados y Guyana, ya que en 2002 se cerraron las embajadas en esos países.
Así mismo, ha sido director de la Casa de la Cultura de San Andrés y del Green Moon Festival.